# Заберезинський Ян Юрійович
Ян Ю́рійович Заберези́нський (? — 2 лютого 1508) — державний діяч та урядник Великого князівства Литовського.

## З життєпису
Полоцький намісник (1484—1496), каштелян троцький (1492—1498), троцький воєвода (1498—1505), великий маршалок литовський (1498—1508). Ян Заберезинський їздив послом великого князя литовського Олександра до московського князя Івана III сватати дочку Івана Олену.
Був заклятим ворогом князя Михайла Глинського. У 1503 році Глинський оскаржував його у суді через спробу вбивства (підіслав найманих убивць). За наказом Глинського у лютому 1508 року був убитий у своєму маєтку близько Городні. Одружений з Барбарою, дочкою найбагатшого магната Станіслава Кезгайла.